# Eris (dwergplaneet)

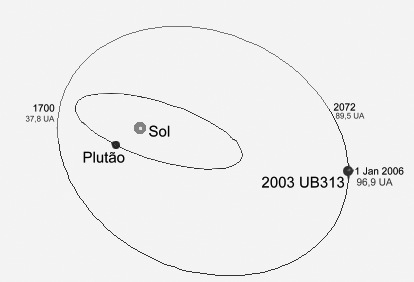
Omloopbaan van Eris en Pluto met afstanden in AE. De plaats van Eris is aangegeven in het jaar 1700, 2006 en 2072

De infraroodspectra van Eris en van Pluto lijken sterk op elkaar.

Animatie die de beweging van Eris laat zien. De drie frames geven een tijdsbestek weer van drie uur. Eris bevindt zich midden links.

Eris (ontdekkingsnummer: 136199, symbool: ) is een dwergplaneet in het zonnestelsel. Ze behoort, net als bijvoorbeeld Pluto, tot de scattered-disk objecten (SDO's), die zich buiten de baan van de planeet Neptunus bevinden. Eris is vernoemd naar de Griekse godin van de twist.
Eris heeft een geschatte diameter van 2326 km. Ze staat op haar verste punt drie keer zo ver van de zon als Pluto, dat is 97,6 AE (1 AE = de gemiddelde afstand van 149.597.870 kilometer tussen de Aarde en de Zon). Eris voltooit eens in de 563 jaar een omloop rond de Zon. Ze is het grootst bekende scattered-disk object. Ze werd ontdekt in 2005. Om Eris heen draait een maan, Dysnomia, die is vernoemd naar de dochter van de godin Eris.

## Ontdekking
Reeds op 21 oktober 2003 werden met de Samuel Oschintelescoop foto's genomen van Eris, maar men ontdekte pas dat het hemellichaam bewoog toen men vijftien maanden later (op 8 januari 2005) de foto's nog eens onderzocht. De ontdekking werd op 29 juli 2005 in de pers aangekondigd. De ontdekkers zijn Michael Brown (California Institute of Technology), Chad Trujillo (Gemini-observatorium) en David Rabinowitz (Yale-universiteit).
Eris kreeg de voorlopige codenaam 2003 UB313. Omdat 2003 UB313 iets groter geacht werd dan Pluto werd op 24 augustus 2006 door de Internationale Astronomische Unie de classificatie dwergplaneet toegekend. Naast 2003 UB313 werden Pluto (voorheen planeet) en Ceres (voorheen een planetoïde) ook aan de categorie dwergplaneet toegevoegd.
In de pers was de naam Xena populair, maar op 13 september 2006 werd officieel de naam Eris aan de dwergplaneet toegekend.

## Karakteristieken
Bij opname van objecten uit de Kuipergordel is aanvankelijk vaak alleen de helderheid van een object bekend. Die helderheid zegt iets over de grootte van een object, maar hangt ook af van de albedo (het reflectievermogen) van dat object.
De grootte van Eris is met behulp van de Hubble-telescoop direct gemeten, en hieruit is gebleken dat deze in doorsnede ongeveer 2400 km bedraagt. Aan de hand van een sterbedekking in november 2010 is de doorsnede nauwkeuriger bepaald op ongeveer 2326 km. Dit betekent dat Eris een uitzonderlijk hoog reflectievermogen heeft van ongeveer 96%, hetgeen verklaard zou kunnen worden als het oppervlak van Eris met name uit methaanijs zou bestaan dat tijdens ieder perihelium verdampt en daarna weer neerslaat tot een nieuwe, goed reflecterende laag.
Het maantje Dysnomia zou een diameter van 250 km hebben en zestig keer minder helder zijn.
In massa is Eris groter dan Pluto. Na metingen aan de omlooptijd en -baan van het maantje is vast komen te staan dat Eris ongeveer 1,27 (± 0,02) maal zo zwaar is als Pluto.
De dwergplaneet heeft een omlooptijd van 563 jaar, een periheliumafstand van 38,7 AU, een apheliumafstand van 97,6 AU, een excentriciteit van 0,44 en een inclinatie (glooiingshoek) van 44°.
Dit laatste is er mede de oorzaak van dat de dwergplaneet pas aan het begin van de 21e eeuw ontdekt werd; daarvoor hadden slechts weinigen in de regio ver buiten het vlak van de ecliptica gezocht.

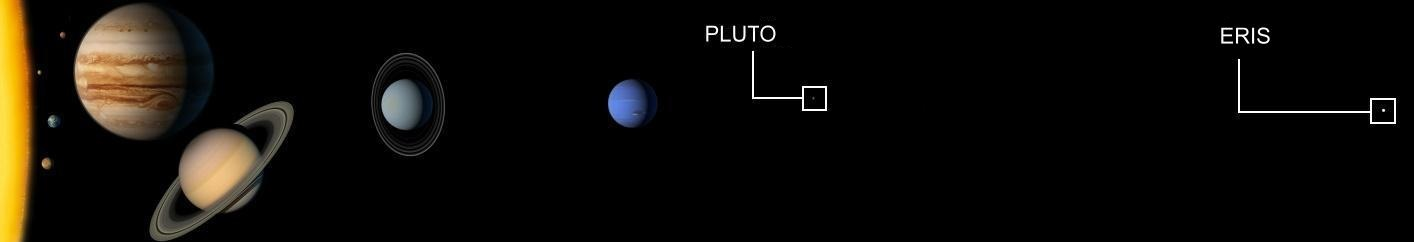
Proportionele afstand van de verschillende dwergplaneten Pluto en Eris ten opzichte van de zon.

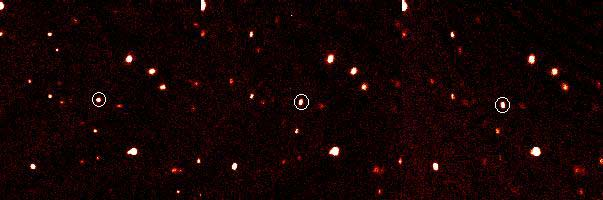
Deze drie beelden van 2003 UB313 werden genomen op 21 oktober 2003 met de Samuel Oschin Telescope op het Palomar Observatory dicht bij San Diego, Calif. De dwergplaneet, omcirkeld in het wit, is zichtbaar in het wit, bewegend voor de sterren. De beelden werden genomen met een tijdsinterval van ongeveer 90 minuten. De wetenschappers ontdekten pas op 8 januari 2005 dat het bewegende object een (dwerg)planeet is.

|  |
|  |